# Strage della Xerox
La strage della Xerox avvenne il 2 novembre 1999 in un edificio della Xerox Corporation ad Honolulu, nelle Hawaii. Il tecnico Byran Koji Uyesugi sparò ad otto persone, uccidendone sette (sei colleghi e il suo supervisore). È stata la strage con più vittime nella storia delle Hawaii.

## La sparatoria
Alle 8 del mattino, Byran Koji Uyesugi, un tecnico che lavorava alla Xerox, aprì il fuoco all'interno dell'edificio con una pistola semi-automatica, uccidendo il suo supervisore e sette colleghi, e sparando senza uccidere a un altro collega che stava fuggendo fuori dall'edificio, che riuscì a mettersi in salvo.
Dopo la sparatoria, Uyesugi scappò con un furgone della compagnia, a metà mattinata fu trovato mentre sedeva sul furgone vicino a l'Hawaii Nature Center a Makiki, a nord del centro di Honolulu. Si creò quindi un periodo di stallo che durò cinque ore, durante il quale Uyesugi maneggiò una pistola, lesse delle riviste e fumò sigarette. Cinque ore di tensione perché all'interno dell'Hawaii Nature Center c'erano 35 bambini di una scuola, intrappolati all'interno senza cibo e acqua. Uyesugi si arrese alla polizia all'incirca alle 15.

### Vittime
- Jason Balatico, 33
- Ford Kanehira, 41
- Ronald Kataoka, 50
- Ronald Kawamae, 54
- Melvin Lee, 58
- Peter Mark, 46
- John Sakamoto, 36[1][2]

## Uyesugi
Nato a Honolulu nel 1959, Byran Koji Uyesugi crebbe nel quartiere di Nuuanu. Durante gli anni alla Roosevelt High School, Uyesugi fu membro del Junior Reserve Officers' Training Corps. I compagni di classe lo ricordano come uno studente tranquillo che non creava mai problemi. Secondo il fratello Dennis, Uyesugi ebbe un incidente con la macchina del padre e sbatté la testa contro il parabrezza poco dopo essersi diplomato nel 1977; non fu mai più lo stesso.
Uyesugi era impiegato come tecnico alla Xerox dal 1984. Tra i suoi hobby vi era far nascere e allevare pesci rossi e koi, che poi vendeva ai negozi di animali della zona. Aveva una grande collezione di armi da fuoco. Al momento degli omicidi ne possedeva 25 fucili. La polizia rinvenne presso l'abitazione del padre 11 fucili, 5 pistole e 2 carabine.
Secondo la testimonianza del padre di Uyesugi, Hiroyuki, Uyesugi era normale fino a quando iniziò a lavorare alla Xerox nel 1984. Nel 1988, Byran iniziò a lamentarsi di sentire una sensazione di spinta nella testa.
Dopo essere stato trasferito in un altro gruppo di lavoro, Uyesugi iniziò ad accusare colleghi di lavoro di averlo molestato sessualmente e di aver alterato dei prodotti. I colleghi iniziarono ad avere difficoltà a lavorare con lui. Ex colleghi di lavoro raccontarono di come gli altri membri del team lo ostracizzavano, facendolo sentire isolato e asociale. Uyesugi minacciò quindi di morte alcuni colleghi. Nel 1993, gli fu ordinato di sottoporsi a valutazioni psichiatriche dopo che prese a calci e danneggiò la porta di un ascensore. Uyesugi fu arrestato con l'accusa di danno di proprietà. Alcuni colleghi dissero al Dottor Michael Welner, presidente del Forensic Panel e psichiatra forense che intervistò Uyesugi prima del processo, che circa nel 1995, Uyesugi parlava apertamente del compiere un omicidio di massa sul luogo di lavoro dove stava per essere licenziato. Si lamentava che i suoi colleghi stavano per molestarlo, per accoltellarlo alle spalle e diffondevano voci sul suo conto.
Nel periodo precedente la sparatoria, il management della Xerox management aveva intenzione di ritirare dal mercato la fotocopiatrice che solitamente Uyesugi revisionava. Si rifiutò di imparare ad utilizzare quella nuova, temendo che non sarebbe stato all'altezza della revisione che questa avrebbe richiesto. Dopo aver ignorato il suo rifiuto, il manager di Uyesugi gli disse che il 1º novembre 1999 avrebbe iniziato il corso relativo alla nuova fotocopiatrice. Nella sua intervista con il dottor Michael Welner, che esaminò Uyesugi dopo che la difesa fece domanda per far dichiarare l'infermità mentale, Uyesugi disse che credeva che se avesse rifiutato l'addestramento, sarebbe stato licenziato. Raccontò a Werner “Decisi di dare loro un'occasione per licenziarmi.”

## Processo e carcere
Il processo di un mese al quarantenne Byran Uyesugi iniziò il 14 maggio 2000. Si proclamò non colpevole per infermità mentale e dichiarò che riteneva che i colleghi stessero tramando per farlo licenziare. Il dottor Park Dietz e il dottor Daryl Matthews testimoniarono per la difesa che era infermo di mente. Il testimone chiave dell'accusa, il dottor Harold Hall testimoniò che l'accusato aveva i criteri per essere dichiarato schizofrenico, ma non infermo di mente. Il dottor Michael Welner testimoniò che nonostante secondo lui Uyesugi soffrisse di schizofrenia, commise la strage convinto che sarebbe stato licenziato per insubordinazione, e il fatto che lo tenesse nascosto prima dell'omicidio dimostrava che sapeva che quello che stava per fare era sbagliato.
La giuria rigettò la richiesta di dichiarazione di infermità mentale, dichiarando Uyesugi colpevole per sette omicidi e un tentato omicidio. Fu condannato all'ergastolo senza possibilità di libertà condizionata. Le Hawaii non hanno la pena di morte.
Uyesugi presentò appello. Nel 2002, la Corte Suprema delle Hawaii confermò la condanna. Nel 2004, Uyesugi considerò l'ipotesi di contrastare la condanna con la Rule 40, rappresentanza inadeguata in giudizio da parte del suo avvocato.

## Conseguenze
La Xerox lasciò gli uffici al 1200 della N. Nimitz Highway dopo la sparatoria. Gli edifici non furono rioccupati fino al 2004, quando i produttori della serie TV Lost costruirono un teatro di posa per filmare delle scene.
Lo Stato delle Hawaii fece una legge per rendere obbligatorio per i medici la diffusione di informazioni sulla salute mentale delle persone che fanno richiesta di acquisto di armi.